# Phyllocnistis liriodendronella
Phyllocnistis liriodendronella is een vlinder uit de familie van de mineermotten (Gracillariidae). De wetenschappelijke naam van de soort werd voor het eerst geldig gepubliceerd in 1863 door Clemens.